# 비주얼 프리즌

《비주얼 프리즌》(일본어: ヴィジュアルプリズン, VISUAL PRISON)은 A-1 Pictures에서 제작한 일본의 애니메이션이다.

## 줄거리
음악, 그것은 마음을 이어준 유대이며, 사람들을 이어주고, 수많은 장벽을 넘어 사람에게 마음을 전해주는 것. 그것이 되는 힘은, 사람답지 않은 사람인 뱀파이어를 바꾸는 것인지도 모른다고 생각되는 것이었다. 높은 지성, 그리고 미모를 갖춘 영원한 생명이 존재했고 어둠 속에서 살아가면서 사랑하는 음악을 불러 다양한 것을 만들어 냈다. 또 인간은 아티스트 대부분이 사람 아닌 사람인 줄 모르고 음악에 열광했다. 그것은 「비주얼계」라고도 불리는 것이기도 했다. 현대에서 뱀파이어는 일본 도쿄의 하라쥬크에 모여 매년 한 번씩 그들의 잔치인 「비주얼 프리즌」을 개최하는 장소를 나타내는 붉은 달빛 아래, 그들의 능력은 높아지고 있으며, 프리즌이라고 불리는 결계의 전개 및 무대의 창조부터 관객을 그들의 퍼포먼스로 매료시켜 간다. 매년 10월 잔치 때면 '가장 아름다운 노래'를 '붉은 달'로 바친 자들은 큰 힘을 얻어가고 있었다. 소원을 이루고 음악을 보여주려고, 그것을 사랑하는 사람들을 위해 다양한 생각을 가진 이들이 만나는 하라주크에게 기적의 노래가 울려퍼지는 이야기가 시작된다.